# Moenkhausia pittieri
El tetra diamante (Moenkhausia pittieri) es una especie de peces de la familia Characidae.

## Morfología
Los machos pueden llegar alcanzar los 6 cm de longitud total.

## Alimentación
Se alimenta de gusanos, crustáceos e insectos.

## Hábitat
Vive en zonas de clima tropical, en pequeños riachuelos de curso lento en sabanas y sotobosque, con abundante vegetación y materia orgánica vegetal en descomposición.  

## Distribución geográfica
Se encuentran en Sudamérica: son endémicos de la cuenca del lago de Valencia (Venezuela). Actualmente están en grave peligro de extinción por la expansión urbana la cual destruye de su hábitat. Una de las pocas fotos de este pez en su habitatd natural fue tomada en 2009 por el fotógrafo Venezolano Ivan Mikolji.